# Szénagyűjtés Éragnyban
A Szénagyűjtés Éragnyban (Fenaison à Éragny) Camille Pissarro festménye, amely a ottawaii National Gallery of Canada gyűjteményének része.
A festmény 1901-ben készült Éragny-sur-Epte településen, ahova Camille Pissarro 1884-ben költözött családjával Pontoise-ból, és ez lett fő tartózkodási helye 1903-ban bekövetkezett haláláig. Éragny ideális helyszín volt arra, hogy agrármunkákat örökítsen meg festményein. Pissarro egész harmincéves pályafutása alatt előszeretettel készített mezőgazdasági munkálatokat, mint például krumpliszedést ábrázoló festményeket és rajzokat. A szénagyűjtést bemutató festményén ritmusosan ismétli az alakok pózát, ami a formák és vonalak kiegyensúlyozott ritmusát hozza létre. Az olajfestékkel vászonra felvitt kép 53,9 × 64,7 centiméter, a National Gallery of Canada 1946-ban jutott hozzá.